# Kovraiski Hutorî, Zolotonoșa
Kovraiski Hutorî (în ucraineană Коврайські Хутори) este un sat în comuna Pișceane din raionul Zolotonoșa, regiunea Cerkasî, Ucraina.

## Demografie
Componența lingvistică a localității Kovraiski Hutorî
     Ucraineană (100%)
Conform recensământului din 2001, toată populația localității Kovraiski Hutorî era vorbitoare de ucraineană (100%).